# Saint-Georges-des-Gardes
Saint-Georges-des-Gardes är en kommun i departementet Maine-et-Loire i regionen Pays de la Loire i nordvästra Frankrike. Kommunen ligger i kantonen Chemillé som tillhör arrondissementet Cholet. År 2018 hade Saint-Georges-des-Gardes 1 563 invånare.

## Befolkningsutveckling
Antalet invånare i kommunen Saint-Georges-des-Gardes
| Referens: INSEE |